# Затишшя (Пологівський район)
Зати́шшя — село в Україні, у Гуляйпільській міській громаді Пологівського району Запорізької області. Населення становить 43 особи (станом на 01.01.2011). До 2016 орган місцевого самоврядування - Гуляйпільська міська рада.

## Географія
Село Затишшя знаходиться на відстані 3 км від міста Гуляйполе. Селом тече балка Кальмичка.

## Історія
12 червня 2020 року, відповідно до розпорядження Кабінету Міністрів України № 713-р «Про визначення адміністративних центрів та затвердження територій територіальних громад Запорізької області», увійшло до складу Гуляйпільської міської громади.
19 липня 2020 року, у результаті адміністративно-територіальної реформи та ліквідації Гуляйпільського району, село увійшло до складу Пологівського району.

## Населення
Згідно з переписом УРСР 1989 року чисельність наявного населення села становила 96 осіб, з яких 40 чоловіків та 56 жінок.
За переписом населення України 2001 року в селі мешкало 87 осіб.

### Мова
Розподіл населення за рідною мовою за даними перепису 2001 року:
| Мова       | Відсоток |
| ---------- | -------- |
| українська | 94,25 %  |
| російська  | 5,75 %   |